# Pelle Ossler
Per Jerker Ossler, född 18 november 1962 i Bjuv, är en svensk gitarrist, sångare, låtskrivare och konstnär. Han är kanske mest känd för sin pågående solokarriär och som Thåströms gitarrist under åren 2005-2020, men också för sitt uttrycksfulla och suggestiva gitarrsound.

## Biografi och karriär
Pelle Ossler föddes 18 november 1962 i Bjuv, men växte upp i delvis Helsingborg, Kiel och Frankfurt. Sin musikaliska resa påbörjade han med att spela bas med Helsingborgspunkarna Svettens söner 1978, där även den äldre brodern Jon Ossler spelade. De följande åren fortsatte sedan med diverse punk- och garagerockband, som till exempel Das Psycho där han bytte basen mot gitarr, och Slobster. 1986 anslöt Ossler till Malmöbandet Wilmer X, och förblev deras gitarrist fram till 2003. Under 80- och 90-talen var de ett av Sveriges populäraste rockband.[källa behövs] Under åren i Wilmer X hade Ossler även projekten Amazonas, Billy Ho och Sir Lord Erotic. 
Inspirerad av amerikanska band som Sonic Youth och The Pixies påbörjade Ossler 1994 inspelningar under eget namn, ihop med Martin Hennel i Malmö. Tre år senare kom första soloalbumet, den skramliga rockplattan Hotel Neanderthal. Åren som följde blev dock sökande och Ossler letade efter ett eget uttryck. Den ödslighet som sedermera skulle bli hans signum började här att ta form, och uppföljaren till Hotel Neanderthal, utgiven 2001 och som fick namnet Desorienterad , försökte att blanda hans tidigare uttryck med det nya. Det var även vid den här tiden som Ossler började att samarbeta med Joakim Thåström. Thåström gästade Desorienterad på två spår.  Ossler har i sin tur medverkat på Thåströms soloskivor, alla från 2002 års Mannen som blev en gris framtill 2017 års Centralmassivet. 2006 till 2018 var han också fast medlem i Thåströms turné- och kompband.  
2003 bildade Thåström, Niklas Hellberg och Ossler det experimentella industri-/ambientbandet Sällskapet. Samma år lämnade Ossler Wilmer X. Sällskapet albumdebuterade 2007, med uppföljare 2013 och 2018. 
Osslers solokarriär pågår parallellt med dessa projekt, och han har i november 2023 släppt totalt åtta kritikerrosade soloalbum. Senaste albumet Regn av glas gavs ut i oktober 2022. 
Mellan 2012 och 2020 låg Ossler på skivbolaget Razzia Records. 30 april 2020 släppte Ossler singeln Keltiska havet. Singeln hyllades i pressen, bland annat av 482 MHz och Göteborgs Posten. Det meddelades också att ett album. som sedermera skulle få namnet Regn av glas, var på gång. I samband med singelsläppet lämnade Ossler Razzia Records och gick tillbaka till ST4T, som 2008 också gav ut hans album Ett brus.
Albumet Regn av glas föregicks av ytterligare fyra singlar, Jesus absolut, Rotterdam, Svarta svan och 16:45 i smittans år, innan det släpptes den 29 oktober 2021. Albumet blev unisont hyllat och har i november 2023 ett snittbetyg på 4,4 av 5 möjliga på sajten Kritiker.se. I en intervju med musikbloggen 482 MHz berättar Ossler att fröet till skivan såddes i och med en turné han gjorde ihop med keyboardisten Mikael Nilzén och cellisten Henrik Meierkord. "Då fick vi arra om mina låtar så att det passade den sättningen och det hände spännande saker med låtarna. Jag ville använda det tänket från början med nya låtar och eventuellt en platta.", säger han i intervjun. Han berättar också att skivan blev försenad på grund av coronapandemin. Albumet föregicks också av att Ossler, Nilzén och Meierkord gav en experimentell och improvisatorisk konsert under namnet DSM-5 på Rönnells Antikvariat i Stockholm i september 2019.
2006-2008 utbildade sig Ossler till möbel- och inredningssnickare, och sedan dess balanserar han det yrket med musicerandet. 2012 gjorde Ossler musik till Sara Broos film För dig naken - en film om och med den värmländska konstnären Lars Lerin. 2016 samarbetade de återigen, då Ossler bidrog med musiken till filmen Speglingar. Ossler har även gjort teatermusik till Teater Galeasens föreställningar Vår klass, 2013 samt Illusioner från året därpå.
Ossler är även konstnär, både foto och måleri.  Hans foton, som väl korresponderar med samma sorts ödslighet och kärva toner som hans musik, har ställts ut på flera gallerier runtom i landet - senast 2016. Han har även ställt ut sitt måleri, senast i september 2022 i Eslöv.

## Diskografi
Solo
- 1997 – Hotel Neanderthal
- 2001 – Desorienterad
- 2002 – Den siste som kom ut
- 2005 – Krank
- 2008 – Ett brus
- 2013 – Stas
- 2017 – Evig himmelsk fullkomning
- 2021 – Regn av glas

Med Sällskapet
- 2007 - Nordlicht (singel)
- 2007 - Sällskapet
- 2013 - Såg dom komma (singel)
- 2013 - Nowy Port
- 2018 - Morgenlicht (singel)
- 2018 - Disparition

Med Thåström
- 2002 - Mannen som blev en gris
- 2005 - Skebokvarnsv. 209
- 2009 - Kärlek är för dom
- 2010 - Kompost
- 2012 - Beväpna dig med vingar
- 2012 - Som jordgubbarna smakade... (DVD/CD)
- 2015 - Den morronen
- 2017 - Centralmassivet

Med Wilmer X
- 1986 - Tungt vatten
- 1987 - Not Glamorous
- 1988 - Teknikens under
- 1989 - Klubb Bongo
- 1991 - Mambo feber
- 1991 - En speciell kväll med Wilmer X
- 1993 - Pontiac till himmelen
- 1995 - Hallå världen
- 1997 - Den blå vägen hem
- 1998 - Primitiv
- 2000 - Silver
- 2001 - Totalt Wilmer X
- 2003 - Lyckliga hundar

Övriga
- 1980 - Svettens Söner - Fahlmans Fik (EP)
- 1982 - Das Psycho - Nosferatu Festival  (Samling, live)
- 1985 - Slobster - A Real Cool Time - Distorted Sounds From The North (blandade artister, samling)
- 1986 - Slobster - No way home (Singel)
- 1986 - Slobster - Raw Cuts Volume Two - Swedish Beat (blandade artister, samling)
- 1989 - Amazonas - Amazonas
- 1990 - Amazonas - One for the money
- 1995 - Sir Lord Erotic - No No Lola

Som gästartist

- 1988 - Dolkows - Pinochet is walking on my street (singel)
- 1989 - Dolkows - Levitation
- 1993 - T. Holst - Epatraktorland
- 2001 - 69 Hard - Life is good
- 2002 - Måns Wieslander - Yet
- 2002 - Nationalsånger - Hymner från Vågen och EPAs torg (blandade artister, samling)
- 2003 - David & the Citizens - Until the sadness is gone
- 2003 - Langhorns - Mission Exotica
- 2003 - Mattias Hellberg - Mattias Hellberg
- 2005 - Stefan Sundström - Hjärtats melodi
- 2006 - Stefan Sundström - Fabler från Bällingebro
- 2007 - Conny Nimmersjö - Skörheten och oljudet
- 2007 - Mikael Herrström - The Second Waltz
- 2008 - Katharina Nuttall - Cherry Flavour Substitute
- 2008 - Stina Berge - Stina & kärleken
- 2008 - 1900 - 1900
- 2009 - Andi Almqvist - Glimmer
- 2012 - Ulf Lundell - Trunk
- 2014 - Hello Saferide - The Fox, the Hunter and Hello Saferide
- 2014 - Sivert Høyem - Endless Love
- 2016 - 1900 - Tekno
- 2016 - Andrea Schroeder - Void

## Filmmusik
- 2012 – För dig naken
- 2016 – Speglingar